# 北海へそ祭り
北海へそ祭り（ほっかいへそまつり）とは、毎年7月28日・7月29日に北海道富良野市の新相生通り商店街で行われる祭。
富良野市が北海道の地理的中心であることに因んだ祭りであり、北海道内のみならず日本全国、あるいは海外からも観光客が訪れる、夏の北海道を代表する祭りの一つとなっている。

## 歴史
1969年（昭和44年）、富良野市民憲章が制定されると同時に開催されたのが始まりである。1974年（昭和49年）に北真神社（へそ神社）が創建されて以降は同神社の例大祭となっている。

## 内容
祭りのメインイベントは、図腹踊り。お腹を顔に見立てて絵を描き、頭部を大きな傘で隠して踊ることから、そのように呼ばれている。
描かれている絵は、顔やキャラクターなど多種多彩な顔が楽しめる。
群馬県渋川市でも、ほぼ同じ内容の「渋川へそ祭り」が開催されるようになる。これは、日本のへそに因んだ祭りである。

## その他
マスコットキャラクターとして、「へそ丸」がある。